# Penn Zero: Part-Time Hero
Penn Zero: Part-Time Hero (Penn Zero: Casi héroe en Hispanoamérica y Penn Zero: Héroe aventurero en España) es una serie animada estadounidense producida por Disney Television Animation para Disney XD. La serie se estrenó el 5 de diciembre de 2014, como una vista previa, seguido por el estreno oficial el 13 de febrero de 2015. La serie fue ordenada oficialmente el 16 de octubre de 2013 para ser estrenada en el otoño de 2014. El cocreador de la serie, Jared Bush, también escribió y codirigió la película de Walt Disney Animation Studios Zootopia.

## Sinopsis
La serie sigue las aventuras de Penn Zero, quien inesperadamente hereda una tarea poco común de sus padres: ser un héroe a tiempo parcial. Penn debe viajar a diferentes dimensiones para tomar el papel de héroe en el mundo en cuestión y salvar el día. Con la ayuda de sus amigos, Boone, el tipo sabio a tiempo parcial, y Sashi, su ayudante a tiempo parcial, debe salvar a los diferentes mundos de la amenaza de Rippen, un villano a tiempo parcial y el profesor de arte de Penn, y de su esbirro a tiempo parcial y también director del colegio, Larry.

## Personajes

### Protagonistas
- Penn Zero (Thomas Middleditch): El protagonista, un joven de 15 años, el héroe a tiempo parcial y el hijo de dos héroes a tiempo completo. Penn vive con su tía Rose y su tío Chuck, debido a que sus padres (Judy y Steve) están atrapados en una dimensión peligrosa conocida como el "más peligroso mundo imaginable", y va en misiones de héroe a tiempo parcial con sus mejores amigos, Sashi y Boone. Las formas que adopta en otros mundos por lo general son de personajes importantes como el presidente, un almirante espacial y un príncipe tritón, formas de personajes con gran fuerza como un super héroe y un guerrero extraterrestre y también adopta formas de personajes que nadie esperaría que fueran héroes como un vendedor de comida rápida, un pueblerino de un poblado vaquero y un peluche parcheado con forma de perro. Mientras que Penn es el líder reconocido del grupo, él le pide consejos a sus padres mediante la comunicación con ellos a través de un dispositivo llamado MUHU, y también necesita el consejo de sus amigos.
- Boone Wiseman (Adam DeVine): El mejor amigo de Penn, y un hombre sabio a tiempo parcial un poco obeso. Boone a menudo desconcierta a sus amigos con sus métodos y procesos de pensamiento poco convencionales, y a veces Penn lo encuentra frustrante. Las formas que adopta en otros mundos son siempre personajes que demuestran ser sabios, como un superhéroe con poderes psíquicos, un genio en una lámpara y un hechicero extraterrestre, y formas de personajes de gran autoridad como un jefe de policía, un jefe de un local de hamburguesas y un juez de la suprema corte. Si bien no es el más brillante, su estilo poco ortodoxo ha demostrado ser eficaz a la hora de ayudar a sus amigos a completar sus misiones. Boone sufrió durante un tiempo de aquafobia severa (miedo al agua), pero más tarde lo venció durante su visita a un mundo subacuático en el episodio "¿Pollo o Pescado?". Sus padres, al igual que los de Penn, eran héroes a tiempo parcial, y guarda interés por una chica de su clase llamada Matilda, quien está a su vez enamorada de Penn.
- Sashi Kobayashi (Tania Gunadi): Es una chica japonesa de 15 años, amiga de Penn (luego novia), y una ayudante de tiempo parcial. Sashi es la única chica en el equipo de Penn, pero a pesar de eso, ella es bastante masculina y agresiva, con una actitud violenta a veces. Las formas que Sashi toma en otros mundos son de personajes que auxilian al personaje que Penn representa, como un guardia de seguridad, una teniente espacial y el guardaespaldas del presidente, pero también toma formas que provocan las burlas de sus compañeros de equipo, como una bestia apestosa de tres ojos, una mona y una pequeña coneja rosa de peluche, pero eso no le impide demostrar lo fuerte que ella es. Sashi es a menudo la voz de la razón y el entendimiento a pesar de su comportamiento. Sashi lleva gafas que la banda llama "specs"; o especificadores en español, éstas pueden proyectar pantallas holográficas que informan al trío sobre sus misiones. Los padres de Sashi no son conscientes de su trabajo como ayudante a tiempo parcial para ayudar a salvar mundos. En cambio, piensan que ella trabaja en el restaurante "Peces pescados". Irónicamente, esa en realidad la sede de los villanos a tiempo parcial en el episodio los Kobayashi ellos se enteran de eso y al final lo aceptan. En el último capítulo de la serie, ella y Penn se dan su primer beso y se convierten en pareja oficialmente.

### Villanos
- Rippen (Alfred Molina): El antagonista principal, y un supervillano a tiempo parcial. Rippen es un chimpancé común mutante. Rippen está convencido de su propio genio, pero a menudo se encuentra frente a la estupidez de Larry. Rippen odia Penn y sus amigos y es plenamente consciente de lo que realmente son, pero está constantemente frustrado por ellos en otros mundos. El aspecto normal de Rippen incluye piel pálida y el cabello negro. Al no ser un villano a tiempo parcial, Rippen es el profesor de arte en la escuela secundaria de Penn. Su gran aspiración es llegar a ser un villano de tiempo completo, lo cual requiere que él lograr con éxito un plan malvado sin ser frustrado por el equipo de Penn. En "El Lechero Malvado" él dice tener una hermana llamada Vlurgen que fue favorecido por sus padres.
- Director Larry (Larry Wilmore): Secuaz a tiempo parcial de Rippen, un hombre sin gafas de desgaste que parece más idiota, amable y agradable que el mal, y que por lo general hace más que molestar a Rippen que para luchar contra Penn y sus compañeros de equipo. Él parece ser muy afortunado, como se muestra en el episodio "La mansión de Larry", donde él reveló a Penn que él había ganado la lotería 32 veces. Él tiene la tendencia al monólogo, muy a pesar de Rippen, y sus discusiones a menudo refuerzan el hecho de que él es un poco fuera de contacto con la realidad. Su única virtud de villano es que él es ciegamente leal a Rippen, hasta el punto que Rippen está dispuesto a veces perdonar a su incompetencia. Sus gafas pueden proyectar pantallas holográficas con información sobre sus misiones, similar a Sashi. Al no ser un siervo a tiempo parcial, Larry es el director de la escuela secundaria de Penn.
- Phil (Sam Levine): El eslavo de Rippen y Larry que opera su portal en el Fish Stick de un restaurante Stick. Él habla rara vez. Al igual que Phyllis operadora del portal Phyllis, ella por lo general parece estar en un estado de ánimo agrio.

### Otros personajes
- Phyllis (Sam Levine): Una mujer eslava de mal humor, a menudo irritable que mantiene el Multi Universo Transprojector (MUT) utilizado por Penn y su equipo para viajar a otros mundos y luchar contra el mal. El MUT se encuentra en una sala de cine abandonada llamada The Odyssey, que está justo al lado de la base de los de tiempo parcial villanos en pez palillo en un palillo.
- Judy Zero (Lea Thompson): La madre de Penn, una heroína de tiempo completo que se encuentra atrapada en el "más peligroso mundo imaginable", con su esposo Steve. Ella ama a su hijo querido, y entiende que él les echa de menos. Sin embargo, su lado maternal de amor es, junto con de un guerrero no muy diferente de la agresión Sashi, y ella es muy capaz de manejar a sí misma en una pelea a pesar de ser un ser humano ordinario.
- Steve Zero (Gary Cole): El padre de Penn, un héroe de tiempo completo que se encuentra atrapado en el "más peligroso mundo imaginable" con su esposa Judy. Steve es luchador sin miedo, mitad padre amoroso, con una tendencia a plantear cosas embarazosas durante las conversaciones holográficas con su hijo y los amigos de Penn.
- Tia Rose (Rosie Perez): La hermana de Judy y la tía de Penn quien se queda con Penn mientras sus padres están fuera. Tía Rose parece tener poco en común con sus familiares, y Penn se esfuerza un poco con que viven bajo el mismo techo que ella y su esposo Chuck.
- Tio Chuck (Lenny Venito): El hermano de Steve y el tío de Penn, un hombre calvo que, junto con su esposa Rose aparentemente no involucrados en el negocio de héroe de la familia. El par de las hallan otras actividades, tales como vestirse su chinchilla mascota en suéteres y trajes de negocios, mucho más entretenido. Lo mismo no puede decirse de su chinchilla, que parece perpetuamente desprecia las cosas que sus dueños le sujeta.
- Señor y Señora Kobayashi (George Takei y Lauren Tom): Los padres de Sashi, que, a diferencia de Boone y padres de Penn, nunca fueron casi héroes. Ellos creen que Sashi trabaja en "Palillo de pescado en un palo."
- Rey Humano (Clancy Brown): Una ciudadela en los negocios a la que Penn Zero no le agrada.

### Personajes recurrentes
- El Sheriff Scaley Briggs y Amber Briggs (Beau Bridges y Olivia Holt): Un padre y una hija de la ciudad de Gran trasero, en un mundo donde los vaqueros cabalgan dinosaurios y terodáctilos . Scaley es de edad y de forma intermitente lúcida-representante de la ley de la ciudad, el primero que se unió al equipo de Penn , para evitar que Rippen y Larry robaran el dinero de los ciudadanos 'desde el banco de la ciudad. Ámbar quería ayudar a su padre hacer cumplir la ley y el orden, pero fue impedida por Scaley, que la impulsó a unirse con Rippen y Larry en su segunda misión en Big Butte cuando intentaron robar todos los Triceratops es de la ciudad. Sin embargo, después de darse cuenta de que su padre realmente se preocupaba por ella, ella lo ayudó y los héroes llevar a los villanos. El par más tarde apareció de nuevo cuando los esfuerzos de sabotaje de los héroes de los villanos portal dieron lugar a la apertura de vórtices que amenazaba con consumir el multiverso.
- Capitán Super Capitán y Profesor malvado Profesor (Adam West): Hermanos gemelos de un mundo donde todo el mundo tiene superpoderes con la tendencia a decir sus nombres muy fuerte y arrastrado fuera. Capitán Super Capitán es un héroe y electricista que posee superpoderes, como el vuelo, super fuerza, y la manipulación de la energía, mientras que el profesor malvado Profesor es un cyborg villano. El equipo reunió por primera vez el capitán Super Capitán durante una misión para detener Rippen y Larry desde el robo de las grandes potencias de todos los héroes, y sucedido por él y los otros héroes ayudar a darse cuenta de que aún podían luchar contra el mal a pesar de carecer sus poderes. Él entonces asociarse con ellos durante su segunda visita al mundo, durante el cual el profesor malvado Profesor debutó y emplea un medallón mal para lavar el cerebro de todos los héroes para convertirse en el mal. Capitán Super Capitán fue el único héroe para escapar de este efecto, y se unió con el equipo hacia abajo en su hermano. Profesor malvado profesor trató de convertir al mal Penn, así y le ofreció la oportunidad de destruir Rippen, pero se negó Penn, y el profesor fue derrotado posteriormente. El profesor también tiene una tortuga como mascota llamada Shelly, y los hermanos son aparentemente judía, como el capitán Super Capitán dijo a su hermano que "iba a ver a [él] en Hannukah" cuando fue detenido. Capitán Super Capitán fue más tarde uno de los aliados interdimensionales que se unieron a los héroes para salvar al universo de vórtices.
- Brazas (Sean Astin): Un dragón de mundo con una academia de vuelo de dragón se asemeja a una base Fuerza Aérea. Brazas encarna frialdad, de sus múltiples conjuntos de lentes de aviador a su talento en vuelo, fuego por la boca, y de juego saxofón; También se refiere a sí mismo en el Tercera persona. Brazas se enfrentó contra Penn por Rippen, una rivalidad acentuada por el hecho de que Sashi-dragón en forma desarrollada enamorado de Brazas. Sin embargo, los dos terminaron por unir fuerzas para derrotar Rippen, Blaze y posteriormente se unió al equipo para ayudar a salvar el multiverso de una serie de vórtices destructivos.
- Roquia (Maria Bamford): Una mujer de las cavernas y miembro de una agencia secreta de poca inteligencia [base secreta] [Edad de Piedra]. Después de su visita inicial a su mundo, Roquia fue uno de varios individuos tirados accidentalmente en el mundo de Penn por un mal funcionamiento del portal, que luego se unió a los héroes en una misión para cerrar una serie de vórtices que amenazaba con consumir toda la realidad. Después de ver otros mundos, Nug odiaba la idea de verse obligados a regresar a su propio mundo, y fue engañado por Rippen en entrar en uno de los vórtices en un esfuerzo para deshacerse de Penn. Afortunadamente, sus aliados lograron rescatarlos, y Roquia volvió a casa.
- Shirley B. impresionante (Wanda Sykes): Una figura de acción militar femenino.

## Episodios
Uno de los creadores de la serie, Sam Levine, anunció la cancelación de la serie después de su segunda temporada en Tumblr:
"Estoy haciendo este anuncio para hacer saber que la segunda temporada de Penn Zero: Part-Time Hero será la última temporada de la serie.
Estamos terminando la historia que comenzamos a contar en 2014. Nuevos episodios se transmitirán a través de 2017, que conduce a nuestro final de la serie. Estoy muy emocionado de que todos vean nuestro gran, bombástico, súper divertido, visualmente puro, exponencialmente musical, emocionante emocionante y emocionante todo temporada 2. "
| Temporada | Temporada | Episodios | Estados Unidos                                                      | Estados Unidos       | Latinoamérica                                                         | Latinoamérica                                                            | España                                                                                                | España              |
| Temporada | Temporada | Episodios | Comienzo                                                            | Final                | Comienzo                                                              | Final                                                                    | Comienzo                                                                                              | Final               |
| --------- | --------- | --------- | ------------------------------------------------------------------- | -------------------- | --------------------------------------------------------------------- | ------------------------------------------------------------------------ | --- | ------------------- |
|           | 1         | 21 (38)   | 5 de diciembre de 2014 (Preestreno) 13 de febrero de 2015 (estreno) | 1 de octubre de 2015 | 11 de julio de 2015 (Disney XD) 3 de octubre de 2016 (Disney Channel) | 17 de febrero de 2016 (Disney XD) 28 de octubre de 2016 (Disney Channel) | 19 de septiembre de 2015 (Disney XD) 4 de abril de 2016 (BJC Monaco) 4 de julio de 2016 (Animavision) | 12 de marzo de 2016 |
|           | 2         | 14 (24)   | 10 de julio de 2017                                                 | 28 de julio de 2017  | 23 de octubre de 2017                                                 | 10 de noviembre de 2017                                                  | 6 de noviembre de 2017                                                                                | -                   |